# 醇脱氢酶 (NAD(P)+)
醇脱氢酶 [NAD(P)+]（EC 1.1.1.71 （页面存档备份，存于））是一种以NAD+或NADP+为受体、作用于供体CH-OH基团上的氧化还原酶，化学式为：C1338H2163O398N381S9。这种酶能催化以下酶促反应：
醇  + NAD(P)+ {\displaystyle \rightleftharpoons } 醛 + NAD(P)H + H+
醇脱氢酶 [NAD(P)+]主要参与糖酵解以及糖异生过程。这种酶能还原碳链长度为4-12的脂肪族醇，并对C4、C6及C8醛基具有最强活性。醇脱氢酶 [NAD(P)+]还能将视黄醛转化为视黄醇。